# Нижний Верман (река)
Нижний Верман — река в Мурманской области России. Носит названия Средний и Верхний Верман соответственно, в среднем и верхнем течении.

## Расположение
Расположена в юго-западной части Мурманской области. Длина — 38 километр. Водосборная площадь — 291 км². Ширина — до 20-37 метров, глубина — до 2 метров. Исток Вермана находится на южных склонах горы Репотунтури в 17 километрах к северо-востоку от села Алакуртти, откуда река течёт на восток, а затем, огибая гору Пограничную поворачивает на юг, протекает через озёра Верхний и Нижний Верман и впадает в юго-западную часть Иовского водохранилища (озеро Толванд).

## Описание
Местность, по которой протекает река, — лесистая и холмистая. Местами к реке прилегают небольшие участки болот глубиной более 2 метров. Высота окружающих сопок достигает 320 метров в районе устья и 400—560 метров у истоков и в среднем течении. Крупнейшие возвышенности — Нижний Верман (338 м), Войта (409,4 м), Круглая (342 м), Пограничная (366 м), Воянвара (562 м), Репотунтури (480 м). Берега покрыты сосновым, сосново-еловым и, ближе к верхнему течению, берёзовым лесом. Высота деревьев — до 12-15 метров.
Верман — быстрая и порожистая река со скоростью течения — 0,3-1,0 м/с. Сразу после озера Нижний Верман на реке находится водопад высотой 1 метр. Посреди реки лежит несколько небольших безымянных островов. У Вермана несколько относительно небольших, не подписанных на картах притоков.
Населённых пунктов на реке нет. В нескольких местах река пересекает железнодорожные, автомобильные и зимние дороги. Железнодорожная линия Алакуртти — Ручьи Карельские пересекает реку чуть южнее озера Нижний Верман. С конца 1940-х по 1971 год в километре к востоку от реки располагалась одноимённая железнодорожная станция. Кроме того, небольшой деревянный мост длиной 18 метров и грузоподъёмностью до 8 тонн расположен у самого устья реки, а чуть севернее озера Нижний Верман реку пересекает автомобильное шоссе Алакуртти-Кандалакша. В этом месте на Вермане расположен деревянный мост длиной 20 метров и грузоподъёмностью до 40 тонн. Несколько зимников пересекают реку в верхнем течении вброд, а у склонов горы Пограничной на реке находится разрушенный ныне мост.

## История
По всему побережью реки по обе стороны расположены многочисленные развалины военных укреплений и сооружений, заброшенные землянки и заграждения. В ходе Великой Отечественной войны с 17 сентября 1941 года до сентября 1944 года по Верману проходила линия фронта на кандалакшском направлении. В память о погибших советских воинах на левом берегу реки в районе автомобильного моста установлен памятник — чёрный обелиск с надписью «Советским воинам-победителям на рубеже Верман» и стенды с именами погибших солдат и картами военных действий. А чуть восточнее реки, по дороге в сторону Кандалакши, расположена братская могила.